# Tabernacle (St. Kitts und Nevis)
Tabernacle ist ein Ort im Parish Saint John Capisterre, auf der Insel St. Kitts in St. Kitts und Nevis.

## Geographie
Der Ort liegt an der Nordküste von St. Kitts, zwischen Saddlers im Nordwesten und im Mansion im Parish Christ Church Nichola Town im Südosten. Die Island Main Road verbindet die Orte. Die bewaldeten Berge des Inselinneren reichen bis an die Südgrenze des Ortes.

## Persönlichkeiten
- Timothy Harris (* 1964), Ministerpräsident (2015–2022)